# Saint-Martial-de-Nabirat
Saint-Martial-de-Nabirat (occitan: Sent Marçal de Nabirac) là một xã, nằm ở tỉnh Dordogne vùng Aquitaine của Pháp. Xã này có diện tích 15,57 kilômét vuông, dân số năm 1999 là 513 người. Xã nằm ở khu vực có độ cao trung bình 212 m trên mực nước biển.

## Thông tin nhân khẩu
| Năm | 1962 | 1968 | 1975 | 1982 | 1990 | 1999 |
| --- | ---- | ---- | ---- | ---- | ---- | ---- |
| Dân số | 494  | 473  | 463  | 415  | 512  | 513  |
| From the year 1962 on: No double counting—residents of multiple communes (e.g. students and military personnel) are counted only once. |      |      |      |      |      |      |